# Algorismus (nordisk tekst)
Algorismus er en kort tekst om matematik skrevet på norrønt. Det er den ældste tekst om matematik på et skandinavisk sprog, og har overlevet som kopi i Hauksbók fra begyndelsen 1300-tallet. Det er sandsynligvis en oversættelse fra latin til norrønt, af nogle sider som er inkluderet i ældre bøger som Carmen de Algorismo af De Villa Dei fra 1200, Liber Abaci af Fibonacci fra 1202 og Algorismus Vulgaris af De Sacrobosco fra 1230.